# 賦光源氏物語詩
『賦光源氏物語詩』（ふひかるげんじものがたりし）は、『源氏物語』を題材とした漢詩集。東京大学図書館蔵本のように「賦源氏六十帖詩」と題された写本もある。

## 概要
源氏物語と紫式部のことを七律に詠んだ漢詩から構成される漢詩集である。写本の中に正応4年（1291年）の奥書を持つものがあるためにこのころの成立と考えられている。作者は不明。源氏物語に通じると共に漢詩文にも通じた人物であると思われる。序文において「夫れ光源氏物語は本朝神秘の書なり。浅見寡聞の者は之を以て遊戯の弄びと為し、深思好学の者は、之を以て惇誨の基と為す」と源氏物語を賞賛しており、源氏物語を人倫の道・敬神の念・仏道の奥義・人生の哀楽といったことが挙行を通して描かれているとする。本書の中での源氏物語のとらえ方は、「源氏物語は儒教を主・仏教を従とした教戒の書である」とするのが従来の一般的なとらえ方であったが、本書の中での源氏物語のとらえ方はもっと幅広い多様なものであるとする見方もある。「前後に類似するテキストを見ない天涯孤独の書」とされるものの、仏教的視点からだけではなく儒教的視点から源氏物語を評価している点に紫明抄や原中最秘抄との共通点を指摘する見解もあり、近い時期に書かれた源氏供養表白・源氏物語表白・源氏物語願文・源氏一品経などとの近似性が指摘されることもある。

## 内容
以下のように、序文と全部で55の漢詩とから構成される。

### 序文
「賦光源氏物語詩序」と題された漢文による序文（漢詩ではない）であり、それだけを取り上げられることも多い。「夫れ光源氏物語は本朝神秘の書なり。浅見寡聞の者は之を以て遊戯の弄びと為し、深思好学の者は、之を以て惇誨の基と為す」と源氏物語を賞賛しており、さらには源氏物語を日本書紀や史記に並ぶものであるとするなどさまざまな和漢の故事を前提としている。さらに儒教的観点にとどまらない中国史書・中国史観からも源氏物語を高く評価している。

### 目録
序文に続いて以下のように詩を韻によって配列した目録が置かれている。
- 東　　若紫　末摘花　紅葉賀　絵合
- 冬鐘　柏木
- 江　　澪標
- 支　　浮舟
- 脂之　松風　薄雲　未通女
- 微　　紅梅
- 魚　　虚蝉
- 虞　　柀柱
- 斎　　玉鬘
- 佳皆　手習
- 灰姶　花宴　常夏　鈴虫
- 真　　帚木　葵　初音　蛍
- 文　　御法
- 元　　蓬生　寄生
- 寒　　野分　若菜下
- 刪　　関屋
- 先　　明石　竹河
- 肅　　若菜上　横笛
- 肴　　総角
- 豪　　椎本
- 歌　　榊　蜻蛉
- 麻　　藤裏葉
- 草　　早蕨
- 庚　　桐壺　夕霧
- 青　　胡蝶　幻
- 尤　　須磨　匂兵部卿
- 侵　　夕顔　花散里　槿
- 盥　　篝火
- 蒸　　橋姫
- 威　　東屋
- 厳　　賦物語作者紫式部

### 漢詩
本書の中心となる部分であり、源氏物語各巻の内容を詠み込んだ漢詩であり、各巻ごとに巻名を挙げ、その後にその巻の内容を詠み込んだ漢詩を配している。各巻のほとんどを七言律詩（七言八句から成る律詩）の形式で詠んでいるが、鈴虫のみ七言絶句（七言四句から成る近体詩）の形式で詠んでいる。

それぞれの漢詩の前には以下のような巻名や巻序が記されている。
- 一桐壺
- 二帚木
- 虚蝉
- 夕顔　同二
- 三若紫
- 末摘花　並若紫
- 四紅葉賀
- 五花宴
- 六葵
- 七榊
- 八花散里
- 九陬磨
- 十明石
- 十一澪標
- 蓬生　澪標〃一
- 関屋　同二
- 十二絵合
- 十三松風
- 十四薄雲
- 十五槿
- 十六未通女
- 十七玉鬘
- 初音　玉鬘並一
- 胡蝶　同二
- 蛍　同三
- 常夏　同四
- 篝火　同五
- 野分　同六
- 御幸　同七
- 蘭　同八
- 被柱　同九
- 十八梅枝
- 十九藤裏葉
- 廿若菜
- 同下
- 廿一柏木
- 廿二横笛
- 鈴虫　横笛並
- 廿三夕霧
- 廿四御法
- 廿五幻
- 廿六雲隠
- 廿七匂兵部卿宮　又号薫中将
- 紅梅　匂兵部卿宮　並〃一
- 竹川　同二
- 宇治巻（写本によっては「宇治十巻」とするものもある）
- 一橋姫　又号優婆塞
- 二椎本
- 三総角
- 四早蕨
- 五寄生　又号白馬
- 六東屋
- 七浮舟
- 八蜻蛉
- 九手習
- 十夢浮橋
- 賦物語作者紫式部
紫式部を詠んだ漢詩

これらの記述を巻名や巻序という点から見ると、実質的な内容は現行の54帖からなる源氏物語と同じものであり、巻序の数え方などについては、以下のような特徴を持っている。
- 多くの巻で巻名の上または下に巻序を示す数字が附されているが、この数字はこの時代では一般的な並びの巻を除いた「本の巻」のみを数えた数字である。
- 並びの巻については全体を通した巻序の数字は附されずに、例えば「末摘花　並若紫」「初音　玉鬘並一」等と記されている。
- 一部に「虚蝉」（空蝉）や「陬磨」（須磨）のような独特の巻名表記を含んでいる。
- 若菜については「若菜　二十」「同下」と二つの詩を記しているものの下巻には巻序の数字は附されていない。
- 雲隠については「廿六雲隠」と項目は立てられているものの、この巻に対応する漢詩は存在しない。また写本によっては「廿六雲隠　匂兵部卿宮　又号薫中将　廿七」として次巻の匂宮と併せて2巻で一つの詩のみを記しているものもある。
- 宇治十帖については、それまでとは別に橋姫の前に「宇治巻」「宇治十巻」などと注記した上で「三総角」等と宇治十帖の中でのみの序数を記している。

## 本文
- 『群書類従 9 文書部 消息部』続群書類従完成会、1960年（昭和35年）  ISBN 4-7971-0012-5 C3321
- 阿部秋生・岡一男・山岸徳平編『増補　国語国文学研究史大成　3　源氏物語　上』三省堂、1977年（昭和52年）7月、p. 135。
序文のみ
- 『無名草子』輪読会編『無名草子 注釈と資料』和泉書院、2004年（平成16年）2月、pp. 158-159。 ISBN 4-7576-0247-2
序文のみ
- 長瀬由美「賦光源氏物語詩序」日向一雅編『源氏物語と仏教 : 仏典・故事・儀礼』青簡舎、2009年（平成21年）3月、pp. 250-259。 ISBN 978-4-903996-16-5
序文のみ